# William Frawley
William Clement Frawley (ur. 26 lutego 1887 w Burlington, zm. 3 marca 1966 w Los Angeles) – amerykański aktor wodewilowy.
Odtwórca roli właściciela domu Fredericka Hobarta „Freda” Mertza w sitcomie CBS Kocham Lucy (1951–1957), za którą został pięciokrotnie nominowany do nagrody Emmy.
8 lutego 1960 otrzymał własną gwiazdę w Alei Gwiazd w Los Angeles znajdującą się przy 6322 Hollywood Boulevard.
W 1925 po raz pierwszy wystąpił na Broadwayu w roli J. Horatio Diggsa w komedii muzycznej Merry, Merry.

## Filmografia

### Filmy
- 1934: Tutaj jest moje serce  jako James Smith
- 1936: Pokusa jako pan Gibson
- 1940: Rhythm on the River jako pan Westlake
- 1940: Abbott i Costello w tropikach jako Roscoe
- 1944: Idąc moją drogą jako Max Dolan, wydawca muzyczny
- 1945: Rewia na Broadwayu jako pan Martin
- 1947: Pan Verdoux jako Jean La Salle
- 1947: Cud na 34. ulicy jako Charles Halloran
- 1951: Abbott i Costello spotykają niewidzialnego człowieka jako detektyw Roberts
- 1952: Ranczo złoczyńców jako Baldy Gunder

### Seriale
- 1950: The Silver Theatre jako Pinto
- 1951–1957: Kocham Lucy jako Frederick „Fred” Eedee Hobart Mertz
- 1955: Damon Runyon Theater jako Fatso Zimpf
- 1955: Shower of Stars jako Gabby Mullins
- 1958: The Red Skelton Show jako pan Thomas
- 1960–1965: Moi trzej synowie (My Three Sons) jako William Michael Francis Aloysius „Bub” O’Casey, teść Steve’a Douglasa (Fred MacMurray)
- 1964: Moja żywa lalka (My Living Doll) jako detektyw Gladwin